# ثاديوس ماكلاين
ثاديوس ماكلاين (بالإنجليزية: Thaddeus McClain)‏ هو منافس ألعاب قوى أمريكي، ولد في 10 سبتمبر 1876 في بنسيلفانيا في الولايات المتحدة، وتوفي في 21 أبريل 1935.

## وصلات خارجية
- ثاديوس ماكلاين على موقع أوليمبيديا (الإنجليزية)